# 進藤つみき
進藤 つみき（しんどう つみき、1983年7月20日 - ）は日本の元AV女優。
趣味はショッピング、旅行。

## 略歴
福岡県出身。2004年、桃太郎映像出版の専属女優としてAVデビュー。

## 作品

### アダルトビデオ
2004年
- デビュー 進藤つみき（1月9日、桃太郎映像出版）
- バーチャルファック 女子校生編 進藤つみき（2月13日、桃太郎映像出版）
- ビージーン21 進藤つみき（3月5日、桃太郎映像出版）
- 進藤つみきSPECIAL DX BOX 1（6月4日、桃太郎映像出版）
- 進藤つみきSPECIAL DX BOX 2（6月4日、桃太郎映像出版）
- 進藤つみきSPECIAL ウフフ…（6月4日、桃太郎映像出版）
- 進藤つみきSPECIAL HONEY SEX（6月4日、桃太郎映像出版）
- 進藤つみきSPECIAL いじめ（6月4日、桃太郎映像出版）
- 進藤つみき SPECIAL［狂宴]（6月4日、桃太郎映像出版）
- 夏祭り![第3回]ゆかた美人大集合 8（7月9日、桃太郎映像出版）共演:早坂ひとみ、朝比奈ゆい、松浦美和
- お兄ちゃんだ～い好き 進藤つみき（8月6日、桃太郎映像出版）
- FANTASY 進藤つみき（9月3日、桃太郎映像出版）
- LOVE DATE 進藤つみき（10月22日、桃太郎映像出版）
- 桃太郎 THE BEST 8 極女-キワメ- 専属女優（11月19日、桃太郎映像出版）他出演:桜朱音、nao.、一色れな
- 桃太郎 THE BEST 8 女子校生DX（11月19日、桃太郎映像出版）他15名出演
- コスプレックス 進藤つみき（12月3日、桃太郎映像出版）

2005年
- ぶっかけ全集（4月1日、桃太郎映像出版）他出演:桜朱音、坂下麻衣、三浦沙耶香、森原リコ、竹内まり
- THE LOVE STORIES 進藤つみき（5月13日、桃太郎映像出版）
- 若妻の肌ざわり 進藤つみき（8月2日、光夜蝶）
- 進藤つみきのプライベート映像が流出しました!!（9月16日、オブテインフューチャー）
- 猥褻委員会推奨 桃太郎自慢の天使☆ロリフェイス 保存版（11月3日、桃太郎映像出版）他出演:みゆき真実、椎名れいか、水橋みく、長谷川ちひろ、夢野みらい、坂下みく、木崎りの
- ロリヌレ/つみき（11月24日、イーネット・フロンティア）

2006年
- 優等生 コレクション5 ～おっとりガリ勉タイプつみきちゃん編～ 進藤つみき（6月30日、アルファーインターナショナル）

2007年
- 芸能人、半落ち。 TVアイドル つみき 23歳（1月15日、OFF）
- 完全保存版 ビージーン 伝説編（6月7日、桃太郎映像出版）他多数出演
- かわいぃおま○こシリーズ いもうと編（7月7日、桃太郎映像出版）他21名出演[1]
- はだける胸元40人の浴衣美人アソコから汁も滴るイイ女!（8月7日、桃太郎映像出版）他39名出演[1]
- 裏勃起!!エッチな60人 総発射68連射 ノンストップ4時間! たっぷり見せます（10月7日、桃太郎映像出版）他59名出演[1]
- ロリヌレ つみき 進藤つみき（11月9日、To-MAX）

2008年
- 小柄16人の美少女ハメまくり!（5月7日、桃太郎映像出版）他15名出演[1]

2009年
- VIRTUAL GAME 進藤つみき type学級委員（7月9日、NEXT GROUP）
- すべてまるごと見せます! 超S級女優 6時間30分 SEXD-102（8月7日、桃太郎映像出版）他多数出演
- いじめ COLLECTION Vol.7（10月16日、アルファーインターナショナル）

2010年
- トロけるむっちり敏感娘 15人 新感覚肉感ボディーにご満悦◆（2月7日、桃太郎映像出版）他14名出演[1]